# Petra Krupková
Petra Krupková (* 23. April 1976 in Kolín) ist eine tschechische Schachmeisterin.

## Karriere
Krupková beendete erfolgreich die Wirtschaftsuniversität Prag, sie erhielt im Jahr 2000 den Titel Schach-Großmeister der Frauen (WGM). Mit dem slowakisch-armenischen Schachgroßmeister Sergej Movsesjan, von dem sie seit 2008 geschieden ist, hat sie drei Kinder.
Krupková siegte oder belegte vordere Plätze in mehreren Turnieren: 2.–3. Platz bei der U18-Meisterschaft der Tschechoslowakei (Mädchen) (1990), 3. Platz bei der U16-Meisterschaft der Tschechoslowakei (Mädchen) (1991), 1. Platz beim Zonenturnier der Frauen in Nadole (1995), 14. Platz beim Interzonenturnier in Chișinău (1995), 3. Platz bei der U20-Europameisterschaft (Mädchen) (1996) und 3.–4. Platz beim Frauenturnier in Dresden (2000).
Für Tschechien spielte sie dreimal bei Schacholympiaden der Frauen: 1996, 1998 und 2002, wobei sie 17 Punkte aus 32 Partien erreicht hat. Krupková gewann 1993 die tschechische Einzelmeisterschaft der Frauen, einmal war sie Dritte.
In der tschechischen Extraliga spielte Krupková in der Saison 1995/96 für den ŠK Mladí Prag, in der Saison 1996/97 für den  ŠK Sokol Kolín, von 1998 bis 2000 für den ŠK Dům armády Prag, mit dem sie 1999 Meister wurde, in der Saison 2000/01 für den ŠK Mahrla Prag und von 2001 bis 2004 für den ŠK Pardubice.
In der deutschen Frauenbundesliga spielte sie in der Saison 1997/98 für den SSV Vimaria Weimar ’91 und von 1999 bis 2005 für den Dresdner SC, mit dem sie 2000 und 2002 die deutsche Mannschaftsmeisterschaft der Frauen gewann.
Ihre beste Elo-Zahl war 2349 im Januar 1999; sie war damals auf dem ersten Platz der tschechischen Frauenrangliste.